# Ерік Померанський
Ерік (Богуслав) Померанський (нар. 1382 — 1459) — король Норвегії з 1389 до 1442 як Ерік III, Данії з 1396 до 1439 як Ерік VII, Швеції з 1396 до 1439 як Ерік XIII, герцог Померанії-Штолп з 1449 до 1459 як Ерік I. Походив з династії Грифичів.

## Життєпис

### Молоді роки
Богуслав походив із західно-слов'янської династії князів Помор'я (Померанії) Грифичів, названих так по зображенню на їхньому гербі — грифона. Народився в 1381/82 році в місті Рюгенвальд (сучасне Дарлово у Польщі) в Помор'ї. Від народження носив ім'я Богуслав. Син князя (герцога) Померанії Вратислава VII та Марії Мекленбург-Шверін, яка також походила зі західно-слов'янської правлячої династії Мекленбург-Шверинських князів, що були нащадками ободрітського короля Ніклота.
Його мати була родичкою Вальдемара IV, короля Данії, Магнуса III, короля Швеції, Гокона V, короля Норвегії. Тому Богуслав (Ерік) отримав право на корони цих трьох держав.
До 1387 року він не брав особливої участі у справах Померанії та Скандинавії, перебуваючи здебільшого у Померанії.

### Володарювання
2 серпня 1387 року помер Олаф IV, король Данії та Норвегії. Наступним спадкоємцем норвезького трону був Альбрехт Мекленбургський, але проти його кандидатури виступила норвезька шляхта. У Данії королів обирали загальні збори аристократії, міщан та представників церкви, а у Норвегії обирав тінґ (своєрідний парламент). Проте було вирішено, що в Норвегії короля обере Маргарита I Данська, яка на той час була королевою Данії та Норвегії.
У 1389 році королева Маргарита викликала до Норвегії Богуслава, що був її родичем з династії Грифінів. Тут на вимогу королеви Богуслав змінив ім'я на Ерік.
8 вересня 1389 року його було оголошено королем Норвегії. 1396 року, після остаточного зречення Альбрехта Мекленбурзького, він став королем Данії та Швеції
17 липня 1397 року Еріка було короновано як короля трьох держав. Це відбулося у шведському місті Кальмар. При цьому було укладено угоду щодо об'єднання Данії, Норвегії, Швеції, яка відома як Кальмарська унія. Водночас Маргарита І продовжувала фактично правити цими країнами до своєї смерті у 1412 році.
З 1412 року почався період особистого правління Еріка Померанського. У першу чергу він намагався розширити межі своїх володінь. 1413 року він вирішив повернути до Данії герцогство Шлезвіг, яке 1386 року стало незалежним й об'єдналося з графством Гольштейн. Король Ерік воював з Шлезвіг-Гольштейном та Ганзою, яка його підтримувала, у 1416—1422 та 1426—1435 роках. Проте ці дві війни були невдалими. Навіть з огляду на імператорський наказ 1426 року, яким Шлезвіг визнавався володінням Данії, гольштинці продовжували протистояти Еріку Померанському. Ці тривалі війни негативно позначилися на економіці Данії та єдності Кальмарської унії.
Водночас, попри поразки данської армії, на суходолі флот короля Еріка розбив військово-морські сили Ганзи, що дало змогу впровадити у 1428 році податок за прохід через протоку Зунд. Це значно покращало економічне становище Данії. Особливого розвитку набули міста Ельсінор та Копенгаген. Ще раніше, 1416 року, Ерік Померанський захопив Копенгаген, а 1433 року переніс туди свою столицю з Роскілле. Відтоді Копенгаген став столицею Данії й головним містом Кальмарської унії.
Але поступово ситуація погіршувалася. У 1430-х роках зросло невдоволення у Норвегії та Швеції призначенням у ці країни корінних данців. Блокада Ганзою портів цих міст погіршила торгівлю. У Швеції 1434 року спалахнуло повстання, що охопило значну територію. Того часу данська аристократія намагалася обмежити повноваження Еріка Померанського. Король пручався цим задумам, проте невдало — 1439 року він вимушений був залишити Данію й оселитися на острові Готланд.

### Останні роки
Утеча Еріка Померанського до міста Вісбю на Готланді призвела до скинення його з тронів Данії та Швеції. Проте він усе ще залишався офіційним королем Норвегії. 1442 року він зрікся також норвезької корони. При цьому він сказав, що краще очолювати піратів з Готланду, ніж бути королем Норвегії.
Водночас Ерік Померанський до 1449 року намагався повернути собі корону Данії. Цього року він передав Готланд новому данському королеві Кристіану I. Навзаєм Ерік зміг повернутися до Померанії, де став герцогом Померанії-Штолпа (сучасний Слупськ у Польщі). Тут він й помер у місті Рюгенвальд 3 травня 1459 року.

## Родина
Дружина — Філіпа (1394—1430), донька Генріха IV Ланкастера, короля Англії.
Діти: не було.